# Haut-fond de James
Le haut-fond de James (en anglais James Shoal, en malais Beting Tugau ou Beting Serupai, en mandarin Zēngmǔ Ànshā (en sinogrammes 曾母暗沙) est un banc de sable (banc océanique) immergé à une profondeur de 22 mètres situé en mer de Chine méridionale à 45 milles marins de la côte malaysienne de l'île de Bornéo.
La plus proche des îles Spratleys est le récif Swallow, à 133 milles marins au nord-est, contrôlé par la Malaisie depuis 1983. Le haut-fond est revendiqué comme étant le territoire le plus au sud de la Chine par la république populaire de Chine et la république de Chine (Taïwan). Bien qu’en principe, le droit de la mer n’accorde pas de souveraineté sur un haut-fond en dehors d'une zone économique exclusive, cette île fictive marque l'étendue la plus méridionale de la ligne en neuf traits revendiquée par la Chine.

## Histoire
Le haut-fond de James, ainsi que ses deux sites voisins, haut-fond de Parsons (Betting Tugau, 八仙暗沙, 9,35 km plein sud) et le haut-fond de Lydie (Betting Mukah, 立地暗沙, 27,94 km ouest-sud-ouest), ont été reconnus par les géomètres britanniques au début du XIXe siècle grâce à de nombreux relevés. Le haut-fond de James apparaît pour la première fois sur la carte de l'Amirauté britannique dans les années 1870. En 1933, pour lutter contre la colonisation, légale jusqu’en 1945, un comité gouvernemental de la république de Chine a donné des noms chinois à de nombreux sites de la mer de Chine méridionale afin de publier une carte indiquant la souveraineté chinoise sur ces îles. Il s'agissait principalement de traductions ou de translittérations des noms figurant sur les cartes britanniques. Le nom « James » a été translittéré en Zeng Mu (les lettres « J » et « M »). « Shoal » a été traduit par « Tan » - signifiant banc de sable. Ce mot anglais ambigu désigne aussi bien un haut-fond qu'un banc de sable émergé ; un endroit où la mer déferle ou clapote. Il semble que le comité chinois ait pensé à tort que le haut-fond de James était une île. En 1947, la république de Chine a changé le nom en « Ansha » (暗沙), ce qui signifie « banc » ou « récif ».

## Géographie

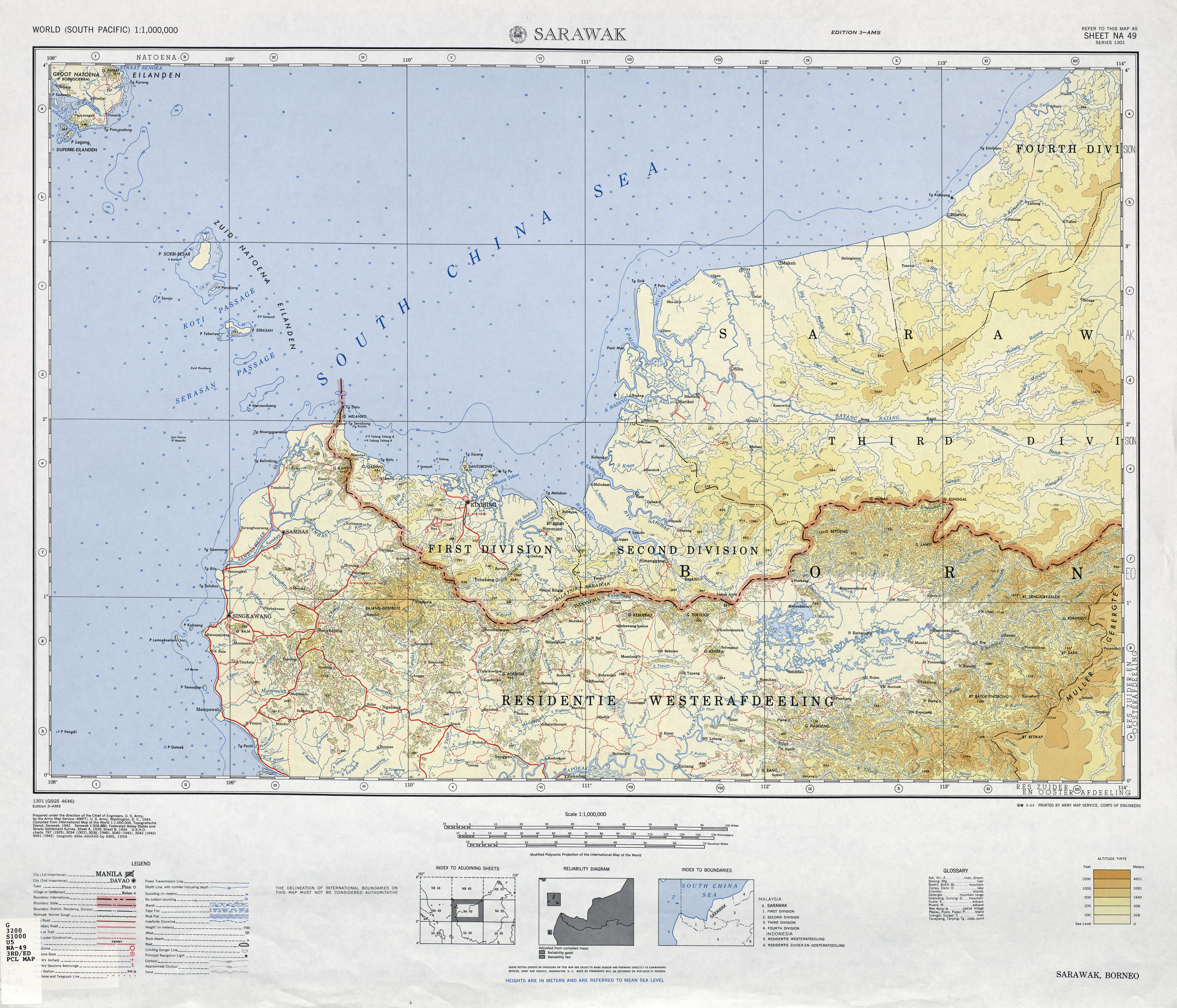
Carte incluant la zone du haut-fond de James (dans la zone générale étiquetée « 22 » dans le centre supérieur de la carte, ce qui signifie 22 mètres sous le niveau de la mer) (Army Map Service, 1959)

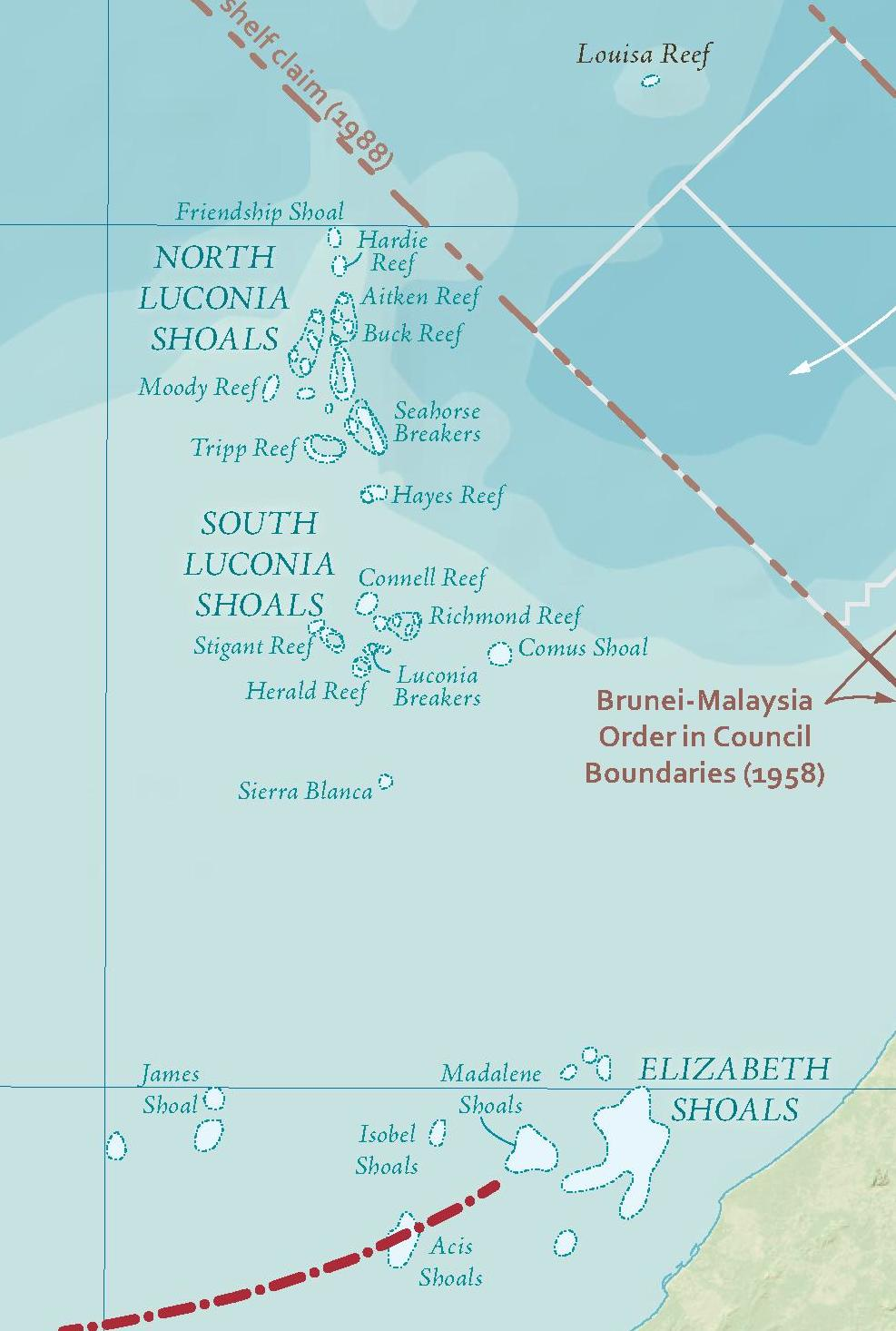
Extrait d'une carte du département d'État des États-Unis montrant également le récif Louisa (Brunei).et le haut-fond de James.

Situé à environ 45 milles marins (83 km) au nord-ouest de Bintulu, en Malaisie, sur le plateau continental de Bornéo, le récif se trouve à 80 kilomètres (50 milles marins) au large de la côte de l'État malaisien du Sarawak et à environ 1 100 milles marins (1 800 kilomètres) de la Chine continentale. Géographiquement, il se trouve au sud des îles Spratleys, mais est parfois regroupé avec elles dans le cadre des conflits internationaux sur la souveraineté dans la mer de Chine méridionale.
Le récif est encastré dans le plateau continental de la Malaisie et bien dans sa zone économique exclusive (ZEE) de 200 milles marins.
Les récifs voisins sont le haut-fond de Parsons et le haut-fond de Lydie, et les hauts-fonds de Luconia, ces derniers de 97 à 223 km au nord.
Le haut-fond de James est une formation immergée en permanence,.
Il existe d'importantes ressources en pétrole et en gaz naturel sous les fonds marins de cette zone, qui abrite également divers poissons, notamment des raies manta, des Labridae et des Epinephelinae.

## Caractéristiques
Le haut-fond de James est une plateforme littorale de récif corallien, composé d'un anneau d'atolls submergé.

## Litige territorial

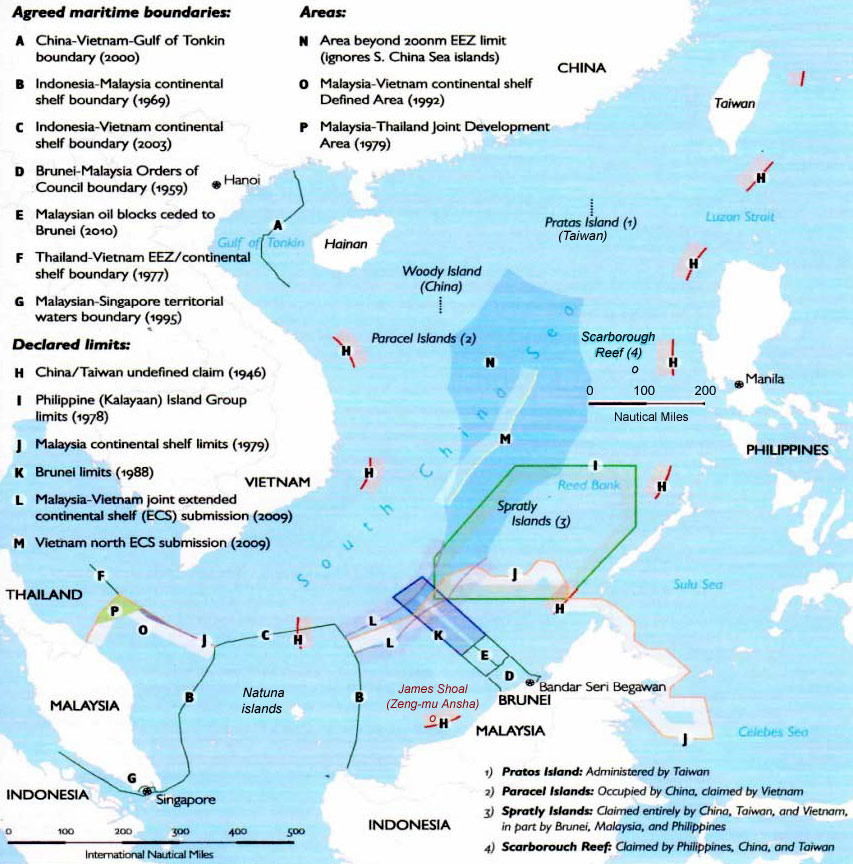
En 2009, la soumission conjointe de partage du plateau continental étendu de la Malaisie et du Vietnam ("L" sur la carte) n'a pas été adoptée. dès le lendemain, la Chine l'a bloqué par une note verbale accompagnée de ia carte de sa ligne en neuf traits : « La Chine a une souveraineté incontestable sur les îles de la mer de Chine méridionale et les eaux qui les bordent, a entière juridiction et jouit de tous ses droits souverains tant sur les eaux associées que sur le fond maritime et le sous-sol (voir la carte jointe). » Comme la position, la nature exacte de ces traits ainsi que leur justification ne sont pas précisés, les USA qualifient cette revendication d’indéterminée (China udefined claim ; H sur la carte). Le haut-fond de James est encore dans les eaux internationales. La Malaisie possède depuis 1971 une ZEE au nord de sa partie péninsulaire ; "O" sur la carte.

La Malaisie possède depuis 1971 une zone économique exclusive, (ZEE), au nord de sa partie péninsulaire mais celle qu'elle revendique au nord de sa partie insulaire n'est pas internationalement reconnue. Situé à 45 MM de la côte, le haut-fond de James est dans les eaux internationales.

### Revendication de la Malaisie
La Malaisie devrait jouir de la souveraineté sur le haut-fond de James, qui se trouvent dans la zone économique exclusive de 200 milles marins qu'elle revendique, depuis 1963, lorsque le Sarawak et l'État voisin de Sabah ont rejoint la fédération de Malaisie pour former la Malaisie moderne. Le Sarawak considère que les hauts-fonds se trouvent dans ses eaux territoriales et a déclaré la zone en 2018 parc national. La Malaisie prospecte la zone qui renferme des réserves de pétrole et de gaz naturel. Aucune infrastructure n'est présente sur le haut-fond de James en 2024.
La revendication de la Malaisie sur le récif repose sur le principe du plateau continental, la Malaisie étant le seul pays dont le plateau continental couvre le haut-fond de James. Le droit international définit le plateau continental comme une extension naturelle de la masse terrestre d'un pays sur une distance de 200 milles marins (maximum 350 milles marins). Depuis la Chine continentale ou de l'une de ses îles de la mer de Chine méridionale, le plateau continental de la Chine se situe loin du haut-fond de James. De même, le haut-fond de James ne fait pas partie du plateau continental étendu du Viêt Nam, des Philippines ou de la république de Chine (Taïwan).
En mai 2009, le Viêt Nam et la Malaisie ont présenté une soumission conjointe de partage du plateau continental étendu à la Commission des limites du plateau continental des Nations unies, par laquelle le Viêt Nam, qui revendique les îles Spratleys, a reconnu que le haut-fond de James ne fait pas partie de son plateau continental étendu,.
Le haut-fond de James se trouve à 500 milles marins (930 km) de l'île Thitu (Pagasa) dans les îles Spratleys que les Philippines occupent depuis 1971, et à plus de 400 milles marins (740 km) d'Itu Aba, une île que la république de Chine (Taïwan) occupe depuis 1956. Il se trouve également en dehors de la zone maritime étendue de Brunei, comme l'atteste la lettre d'échange de 2009 que Brunei a avec la Malaisie. En 1969, la Malaisie et l'Indonésie ont signé un traité sur le plateau continental, au large de Tanjung Datu, Sarawak, qui a placé le haut-fond de James du côté malaisien.

#### Juridiction malaisienne
La Malaisie a également fait valoir sa juridiction sur son plateau continental, y compris les zones situées à l'intérieur et autour du haut-fond de James, du haut-fond de Parson et du haut-fond de Lydie. Les activités des autorités malaisiennes comprennent la construction et l'entretien d'une bouée lumineuse sur le haut-fond de Parson, à proximité, 24 heures sur 24 et 7 jours sur 7, des patrouilles quotidiennes et la surveillance de la zone par la Marine royale malaisienne et l'Agence malaisienne d'application des lois maritimes, ainsi que la conduite d'activités économiques telles que l'exploration et la production de ressources en hydrocarbures sur une base continue.
En vertu du droit international, de telles activités pacifiques et continues sur une longue période équivalent à l'établissement d'un titre de souverain (actes du souverain).

### Revendication de la Chine

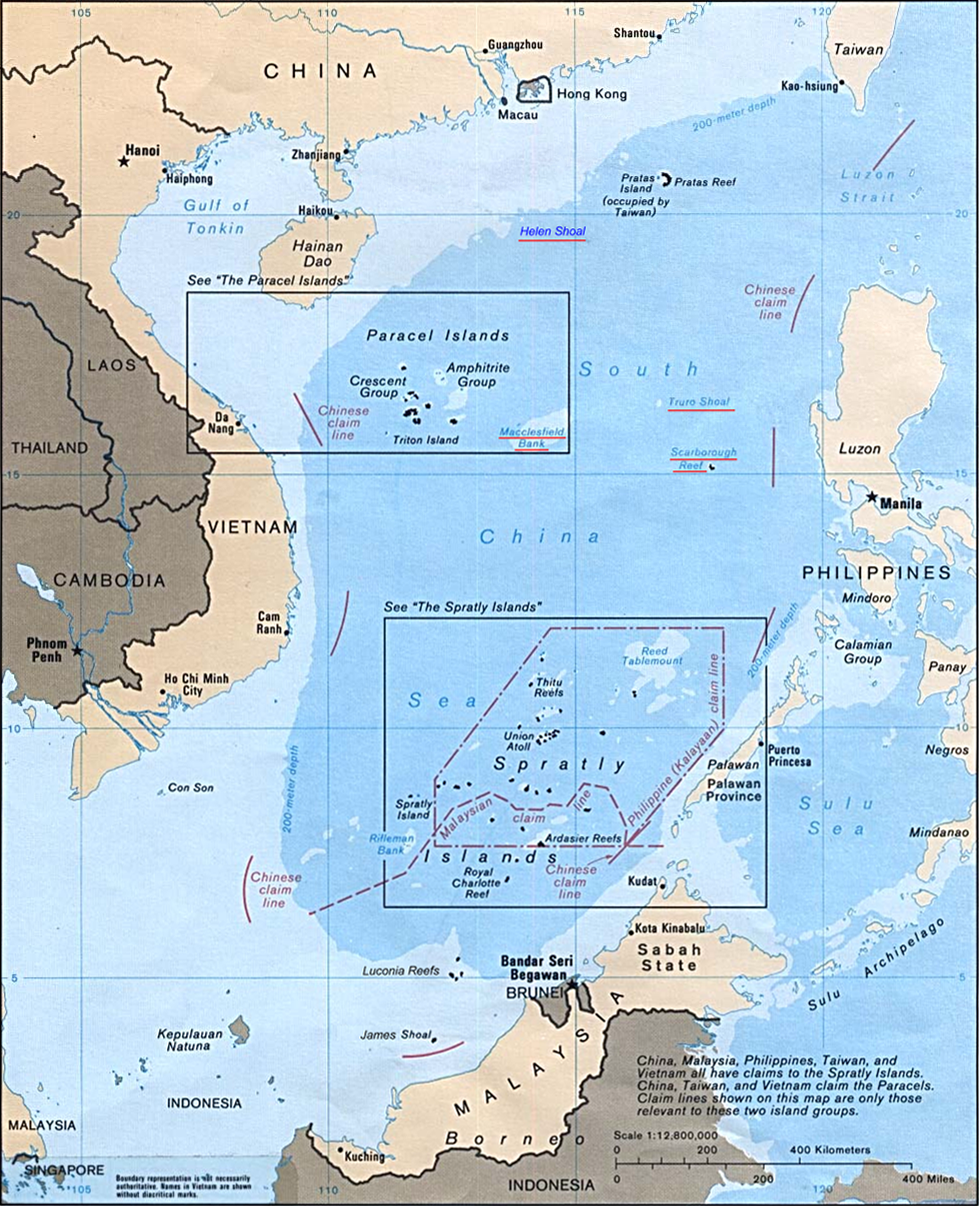
Carte incluant le haut-fond de James représenté dans la ligne en neuf traits (au-dessus du quatrième trait à partir de la gauche).

Avec le récif Louisa, cédé au Brunei par la Malaisie en 2009 et les hauts-fonds de Luconia voisins, le haut-fond de James marque l'étendue la plus méridionale de la ligne en neuf traits revendiquée par la Chine sur la mer de Chine méridionale.
Le haut-fond de James se trouve à l'intérieur de la ligne en neuf traits initialement posée par la république de Chine et est à présent utilisée par le gouvernement de la république populaire de Chine,. La position de la Chine et de Taïwan est la même sur cette question.
Le haut-fond est revendiqué comme étant le territoire le plus au sud de la Chine par la république populaire de Chine et la république de Chine (Taïwan). La Chine a transcrit le nom britannique en Zeng Mu Tan en 1933 et l'a renommé Zeng Mu Ansha en 1947. La marine de l'Armée populaire de libération a visité le récif en mai 1981, à nouveau en 1994 et le 26 mars 2013,. Des navires de surveillance maritime chinois ont visité le récif et immergé une stèle de souveraineté dans la zone maritime du récif pour le marquer comme territoire chinois le 26 mars 1990, à nouveau en janvier 1992, le 15 janvier 1995, le 20 avril 2010 et en 2012,.
Les élèves chinois apprennent et testent dans les coleges que le haut-fond de James est le "territoire le plus méridional de la Chine" et que l'espace maritime situé à l'intérieur de la ligne en neuf traits a toujours appartenu à la Chine, sans aucune référence aux conflits sur les îles et les eaux environnantes entre les pays voisins.
La Garde côtière chinoise patrouille régulièrement dans la zone pour affirmer ses revendications, ce qui provoque des tensions avec la Malaisie,. Les pêcheurs locaux du Sabah et du Sarawak sont empêchés de pratiquer leur activité par des garde-côtes chinois à proximité des hauts-fonds de Luconia.
Le 29 janvier 2014, l'agence de presse officielle chinoise Xinhua a rapporté que trois navires de guerre chinois (un engin de débarquement amphibie et deux destroyers) étaient retournés au haut-fond de James pour mener des exercices militaires et une cérémonie de prestation de serment. Le chef de la Marine royale malaisienne, Tan Sri Abdul Aziz Jaafar, a nié ce rapport, affirmant que l'exercice chinois avait eu lieu à des centaines de kilomètres au nord, dans les eaux internationales.
Les États-Unis rejettent les revendications de la Chine sur les hauts-fonds de James.
En juillet 2020, le secrétaire d’État américain Mike Pompeo a écrit à propos de cette revendication :

« La RPC n’a aucune revendication territoriale ou maritime légale sur (ou dérivée) du haut-fond de James, une formation entièrement submergée située à seulement 50 milles marins de la Malaisie et à quelque 1 000 milles marins des côtes chinoises. Le haut-fond de James est souvent cité dans la propagande de la RPC comme le « territoire le plus au sud de la Chine ». Le droit international est clair : un élément sous-marin comme le haut-fond de James ne peut être revendiqué par aucun État et est incapable de générer des zones maritimes. Le haut-fond de James (à environ 20 mètres sous la surface) n’est pas et n’a jamais été le territoire de la RPC, et Pékin ne peut pas non plus y faire valoir de droits maritimes légaux. »

,,,
En septembre 2020, des navires chinois patrouillaient régulièrement près du haut-fond de James.

## Réserves de pétrole et de gaz
Depuis 2014, la Malaisie mène des activités d'exploration et de développement de gisements de pétrole et de gaz autour du haut-fond de James, avec plusieurs installations de production érigées dans les environs. La Malaisie a également entrepris des activités d'exploration et de production de ressources en hydrocarbures de manière soutenue dans la région, affirmant ainsi sa juridiction sur la zone.